# دان هينتون
دان هينتون هو لاعب هوكي الجليد كندي، ولد في 24 مايو 1953 في تورونتو في كندا، وتوفي في 1 يونيو 1994.

## وصلات خارجية
- دان هينتون على موقع دوري الهوكي الوطني (الإنجليزية)
- دان هينتون على موقع HockeyDB.com (الإنجليزية)
- دان هينتون على موقع Hockey-Reference.com (الإنجليزية)